# 도야마 히로시
도야마 히로시(일본어: 外山 博, 1948년 9월 1일 ~ )는 일본의 전 프로 야구 선수이다. 아이치현 나고야시 나카가와구 출신이며 현역 시절 포지션은 투수였다.

## 인물
나고야 전기공업고등학교 시절에는 팀의 에이스로서 활약했다. 1966년 춘계 주부 대회에서 준준결승에 올랐고, 같은 해 고시엔 춘계·하계 대회 연속 우승을 이룬 주쿄 상업고등학교의 가토 히데오와 투수전을 펼쳐 5대 0으로 완봉승을 거뒀다. 그러나 준결승에서는 미에 고등학교의 미즈타니 다카시에게 막혀 팀은 탈락했다. 같은 해 하계 고시엔 아이치현 대회 예선에서는 준결승전에서 주쿄 상업고등학교의 가토에게서 0대 5로 완봉패를 당하여 하계 대회의 원수를 갚은 형태가 됐다.
주부 지구 고교 야구계에서는 가토 히데오, 미즈타니 다카시에 이어 뛰어난 투수로서 세간의 주목받았고 3학년 때의 성적은 23승 3패를 기록했다. 위쪽에서 던지는 본격파 투수이며 주무기는 직구와 내추럴 슈토이다. 삼진은 한 경기당 평균 9개였다.
1966년 프로 야구 제1차 드래프트 회의에서 긴테쓰 버펄로스로부터 3순위 지명을 받았지만 거부했고 같은 해 드래프트 번외로 주니치 드래곤스에 입단했다. 1969년 10월 18일, 주니치 스타디움에서 열린 요미우리 자이언츠전에서 첫 등판이자 첫 선발 등판을 이뤘지만 오 사다하루에게 통산 400호 홈런을 맞는 등 5이닝 동안 7실점을 내줬다. 1군 등판은 이 한 경기에만 그쳤고 1970년을 끝으로 현역에서 은퇴했다.

## 상세 정보

### 출신 학교
- 나고야 전기공업고등학교

### 선수 경력
- 주니치 드래곤스(1967년 ~ 1970년)

### 등번호
- 56(1967년 ~ 1970년)

### 연도별 투수 성적
| 연 도      | 소 속      | 등 판 | 선 발 | 완 투 | 완 봉 | 무 4 구 | 승 리 | 패 전 | 세 이 브 | 홀 드 | 승 률 | 타 자 | 이 닝 | 피 안 타 | 피 홈 런 | 볼 넷 | 고 4 | 몸 맞 | 탈 삼 진 | 폭 투 | 보 크 | 실 점 | 자 책 점 | 평 자 책 | W H I P |
| ---------- | ---------- | ----- | ----- | ----- | ----- | ------- | ----- | ----- | -------- | ----- | ----- | ----- | ----- | -------- | -------- | ----- | ---- | ----- | -------- | ----- | ----- | ----- | -------- | -------- | ------- |
| 1969년     | 주니치     | 1     | 1     | 0     | 0     | 0       | 0     | 0     | --       | --    | ----  | 24    | 5.0   | 6        | 3        | 4     | 0    | 0     | 2        | 0     | 0     | 7     | 7        | 12.60    | 2.00    |
| 통산 : 1년 | 통산 : 1년 | 1     | 1     | 0     | 0     | 0       | 0     | 0     | --       | --    | ----  | 24    | 5.0   | 6        | 3        | 4     | 0    | 0     | 2        | 0     | 0     | 7     | 7        | 12.60    | 2.00    |